# 萨守坚

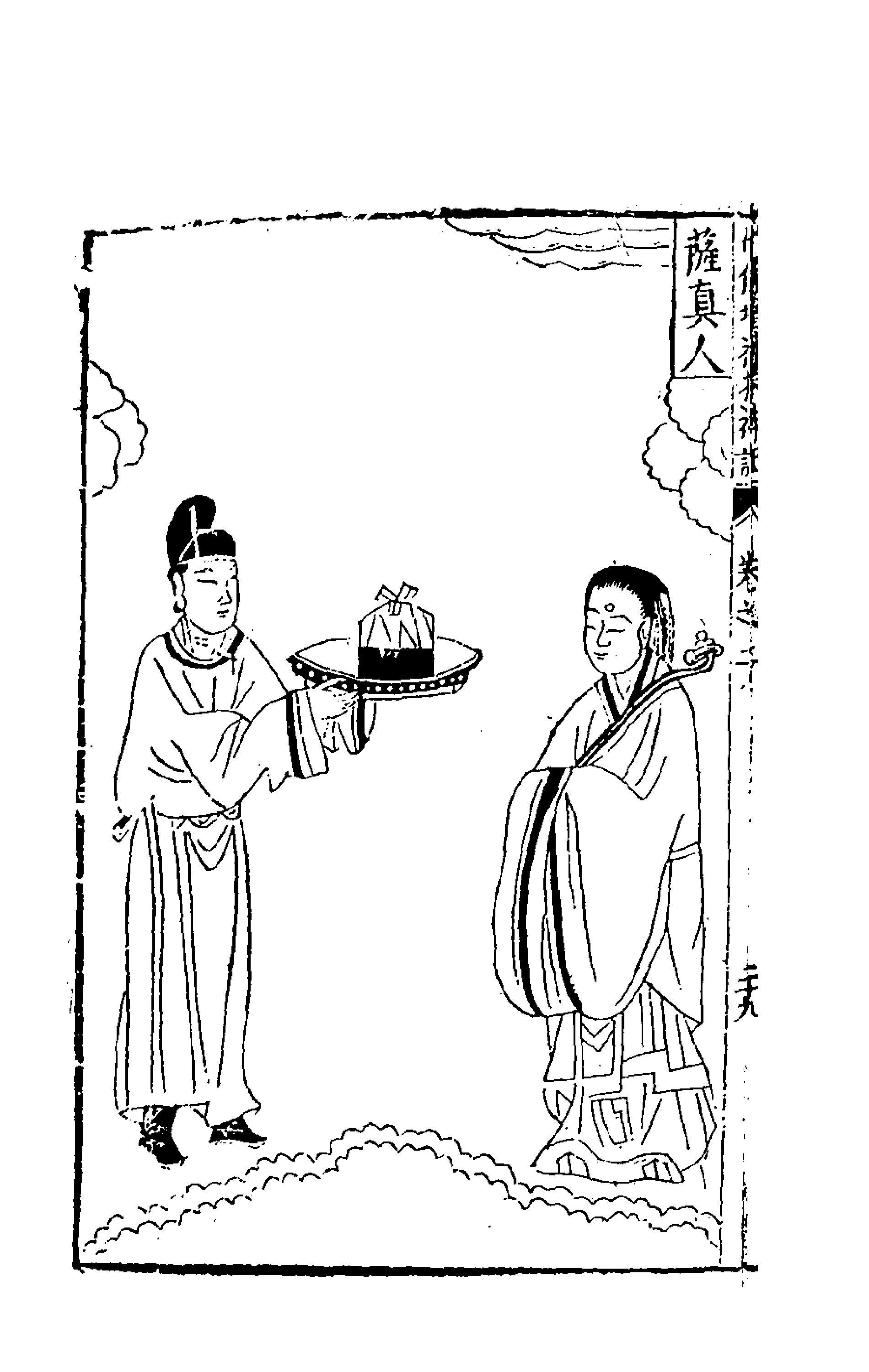
萨守坚

萨守坚，生年不详，自称汾阳萨客，号全阳子，後被奉為神祇、又称崇恩真君。蜀地西河人，一说南华（今山东省菏澤縣）人，宋代道士。
相传萨守坚于陕西路遇神霄派创始人王文卿、林灵素及龙虎山三十代天师张虚靖，三道人各授一法与萨守坚，一为咒枣术，一为搧疾术，一为雷法，萨守坚依法行之皆验。 
萨守坚后用咒枣济贫拔苦，用雷法铲奸除害，用宝扇为民报冤。法裔传至后代，衍为“西河派”、“天山派”、“萨祖派”。著有《雷说》、《内天罡诀法》等书。
明成祖（1402年—1424年在位）封萨守坚为“崇恩真君”。明代邓志谟撰写有小说《咒枣记》。
相传王灵官是萨守坚之弟子、護法神。某些道教流派中，萨守坚与张道陵、葛玄、许逊共为四大天师。

## 研究書目
- 李豐楙：《許遜與薩守堅——鄧志謨道教小說研究》（臺北：臺灣學生書局，1997）。
- 李豐楙：〈鄧志謨《薩真人緓棗記》研究 （页面存档备份，存于）〉。